# طالبانية
طالبانية هو مصطلح تمت صياغته في أعقاب صعود حركة طالبان في أفغانستان في إشارة إلى العملية التي تأتي فيها الجماعات أو الحركات الدينية الأخرى لمتابعة أو تقليد نهج طالبان. استُخدم لأول مرة لوصف جماعات خارج أفغانستان متأثرة بطالبان، مثل مناطق وزيرستان في باكستان، أو حالات مماثلة لعلاقة طالبان بالقاعدة، مثل اتحاد المحاكم الإسلامية في الصومال ومساندته لأعضاء القاعدة، أو الإسلاميين في نيجيريا،  أو ماليزيا، أو كشمير وأماكن أخرى حول العالم، مثل بنغلاديش. في بنغلاديش اتُهم الحزب الوطني البنغلاديشي بـ «طلبنة» البلاد. أيضًا استُخدم المصطلح في افتتاحية بوسطن غلوب في 6 نوفمبر 1999.

## علم أصول الكلمات
يعود المصطلح إلى ما قبل الهجمات الإرهابية الإسلامية في الحادي عشر من سبتمبر. استُخدِم لأول مرة لوصف المناطق أو الجماعات خارج أفغانستان التي وقعت تحت تأثير طالبان، مثل مناطق وزيرستان في باكستان، أو حالات مماثلة لعلاقة طالبان بالقاعدة، مثل اتحاد المحاكم الإسلامية في الصومال وإيوائه لأعضاء القاعدة، أو الإيواء المماثل لمتطرفين إسلاميين في نيجيريا، وماليزيا، أو كشمير وفي أماكن أخرى حول العالم، مثل بنغلاديش. اتُهم الحزب الوطني البنغلاديشي في بنغلاديش بتهمة «طلبنة» البلاد، ولاسيما في اضطهادهم للأقلية الهندوسية.
استُخدِم المصطلح في افتتاحية صفحة بوسطن غلوب التي نُشرت في 6 نوفمبر عام 1999، محذرة من التهديد الناشئ لنظام طالبان قبل عامين تقريبًا من هجمات 11 سبتمبر 2001.

## في قطاع غزة
حاولت حماس تطبيق الشريعة الإسلامية في قطاع غزة بعد الاستيلاء عليه في يونيو عام 2007، وخاصة في المدارس والمؤسسات والمحاكم، من خلال فرض الزي الإسلامي أو الحجاب على النساء. أظهر قطاع غزة سمات الطالبانية بينما نفى إسماعيل هنية رسميًا نية حماس في إقامة إمارة إسلامية، في الأربعة عشر عامًا منذ انقلاب عام 2007، إذ فرض التنظيم الإسلامي قواعد صارمة على النساء، مما أدى إلى تثبيط عزيمة الأنشطة المرتبطة عادة بالثقافة الغربية أو المسيحية، والأقليات المضطهدة غير المسلمة، وفرض الشريعة الإسلامية، ونشر الشرطة الدينية لفرض هذه القوانين.
انتقد الباحث الفلسطيني الدكتور خالد الحروب ما سمّاه «خطوات شبيهة بطالبان» اتخذتها حماس. كتب في مقال بعنوان «مشروع حماس وطلبنة غزة»: «الأسلمة التي فُرضت على قطاع غزة، وقمع الحريات الاجتماعية والثقافية والصحافية التي لا تتناسب مع وجهة نظر حماس، هو عمل فظيع يجب مواجهته، إنه إعادة تمثيل، تحت ستار ديني، لتجربة الأنظمة الاستبدادية والديكتاتوريات. 
أظهر بحث أجراه إيلي بيرمان في عام 2005 من جامعة كاليفورنيا في سان دييغو والمكتب القومي للأبحاث الاقتصادية عددًا من أوجه التشابه بين حماس وطالبان. لاحظ الباحثون أن طالبان وحماس كلاهما جماعتان مسلمتان شديدتا المحافظة والشعائرية، مما يزيد من الحظر المفروض على الممارسات الإسلامية السائدة، ويميلان إلى عزل نفسيهما عن المسلمين الآخرين وعدم التسامح مع الانحراف.

## إشارة إلى غير المسلمين
يُستخدم المصطلح أيضًا بشكل غير حرفي، ويُطبّق على الهيئات والمنظمات غير الإسلامية من قبل أولئك الذين يزعمون أنهم يتبعون «سياسات قمعية» على أساس دياناتهم. يستخدمه بعض أعضاء اليسار في الولايات المتحدة كنقد للحزب الجمهوري واليمين المسيحي في مزاعمهم عن تطبيق اليمين المتطرف لسياسات قائمة على المسيحية الأصولية.
يستخدم المتهمين أحيانًا مصطلحات جديدة مماثلة، مثل مزاعم «الزعفران» المستخدمة لوصف أو نقد السياسات اليمينية المتعلقة بالقومية الهندوسية؛ أو كفتنة يستخدمها أقصى اليسار والحركات المناهضة للهندوسية. يستغل المسلمون المتطرفون صدى هذا المصطلح بشكل دائم لمهاجمة القوميين الهندوس، بوصفهم كفارًا، و«الطالبانيين الهندوس». استُخدِم المصطلح أيضًا للإشارة إلى تطرف حركة خالصتان (خالصستان) في الهند، فقطع إرهابيو الناكسالي اليساريون رأس مفتش الشرطة فرانسيس إندوار في ولاية جهارخاند في عام 2009. قورِن هذا الإجراء بتكتيكات طالبان، وكان هناك مخاوف بأن يكون هؤلاء اليساريين الموجودين في هذه المناط من «طالبان».
يمكن استخدام هذا المصطلح أيضًا، مثل أي مصطلح شديد التسييس، بشكل مفرط أو بطريقة تنذر بالخطر، لتقديم حجة المنحدر الزلق (مغالطة المنحدر الزلق)، كما هو الحال في استدعاء عبارة «طلبنة برادفورد» لمناقشة سلسلة من المشاكل والتوترات العرقية الشائعة التي تبعد كثيرًا عن فرض الشريعة والهجمات الإرهابية. يمكن لهذا المصطلح أن يطبّق بشكل غير عادل من قبل أولئك الذين لا يفهمون الثقافة الإسلامية وأساس الشريعة، أو الذين يفشلون في التمييز بين الدول الإسلامية المعتدلة والإسلامية المتطرفة، أو يمكن أن يُسيئون تطبيقه أيضًا على التهديدات المتصورة غير الصحيحة أو التي لم تُثبت بعد.